# Lembe-Yezoum
Lembe-Yezoum è un comune del Camerun, che fa parte del dipartimento di Haute-Sanaga nella regione del Centro.
Il comune è formato dall'abitato di Lembe ed è composto da 3 cantoni, a loro volta suddivisi in complessivi 33 villaggi.